# Mutass valami ujjat
A Mutass valami ujjat a Helo Zep! zenekar 2020-ban megjelent második stúdióalbuma. Az év tavaszára kialakult Covid19-pandémia miatt csak digitális formában jelent meg a zenekar hivatalos YouTube-csatornáján és a népszerű streamingplatformokon. A megjelenését három kislemez előzte meg, januárban az Itt a Helo Zep!, melyhez videóklip is készült, márciusban a Trash! és áprilisban a California. A lemez megjelenése napján debütált a címadó dalra forgatott videóklip, amit a 2019-es Körszínpados Aréna Turnén felvett képsorokból vágtak össze.
2020. május 3-án, anyák napjára a zenekar elkészített egy videót a Köszönöm című dalra, amiben rajongók és barátok láthatóak az édesanyjukkal közös képen.

## Az album dalai
Az összes dalszöveg szerzője Zsolti Rotten; az összes szám szerzője Helo Zep!.
| 1.    | Trash!                     | 3:16 |
| 2.    | Hülyék paradicsoma         | 3:23 |
| 3.    | Nosztalgia                 | 5:05 |
| 4.    | Meddig várjak még?         | 3:53 |
| 5.    | California                 | 4:49 |
| 6.    | Mutass valami ujjat        | 3:41 |
| 7.    | Édes kis semmiségek        | 3:38 |
| 8.    | Ha mégis...                | 3:48 |
| 9.    | Köszönöm                   | 4:15 |
| 10.   | Itt a Helo Zep!            | 3:48 |
| 11.   | Akik bakancsban halnak meg | 3:50 |
| 12.   | Mindenki k*rva             | 3:59 |
| 47:25 |                            |      |

## Közreműködők

###### Helo Zep!
- Zsolti Rotten - ének, basszusgitár
- Nagy Miklós - dob
- Biró Máté 'Metthew' - gitár

###### Produkció
- Hidasi Barnabás - felvétel, keverés, mastering, produkció
- Vesztergom Laura - felvétel, editálás, produkció
- Kókai Barnabás - borító grafika